# Швеглер-штрасе (станція метро)
48°11′52″ пн. ш. 16°19′43″ сх. д. / 48.1977° пн. ш. 16.3286° сх. д.
«Швеглер-штрасе» (нім. Schweglerstraße) — станція Віденського метрополітену, розміщена на лінії U3 між станціями «Йон-штрасе» і «Вестбангоф». Відкрита 3 вересня 1994 року у складі дільниці «Вестбангоф» — «Йон-штрасе».
Розташована в 15-му районі Відня (Рудольфсгайм-Фюнфгаус).